# سیارک ۲۱۶۷۲
سیارک ۲۱۶۷۲ (به انگلیسی: 21672 Laichunju، نامگذاری:1999RK14) بیست و یک هزار و ششصد و هفتاد و دومین سیارک کشف شده‌است که در ۷ سپتامبر ۱۹۹۹ کشف شد.
قدر مطلق سیارک برابر ۱۵.۵ است.